# Strawberry Hill House
Strawberry Hill House (lit., 'casa de la colina de fresa'), a menudo llamada simplemente Strawberry Hill, es una villa de campo inglesa del siglo XVIII de estilo gótico, que fue construida en Twickenham, Londres, por Horace Walpole (1717-1797) a partir de 1749 en adelante. Es el ejemplo tipo del estilo de arquitectura «gótico Strawberry Hill», y prefigura el renacer gótico del siglo XIX.
Walpole reconstruyó y amplió una pequeña casita existente en el lugar en varias etapas a partir de 1749, 1760, 1772 y 1776. Las características góticas añadidas como torres y almenas en el exterior y una decoración elaborada en el interior para crear "oscuridad" para adaptarse a la colección de objetos antiguos de Walpole, contrastando con el jardín más alegre o «riant». El interior incluía una chimenea de Robert Adam; partes del exterior fueron diseñadas por James Essex. El jardín tenía un gran asiento rococó con forma de concha, que se recreó en la restauración del jardín en 2012, uno de los muchos ejemplos de conservación de jardines históricos en el Reino Unido.

## Bajo Horace Walpole

### Compra y planificación

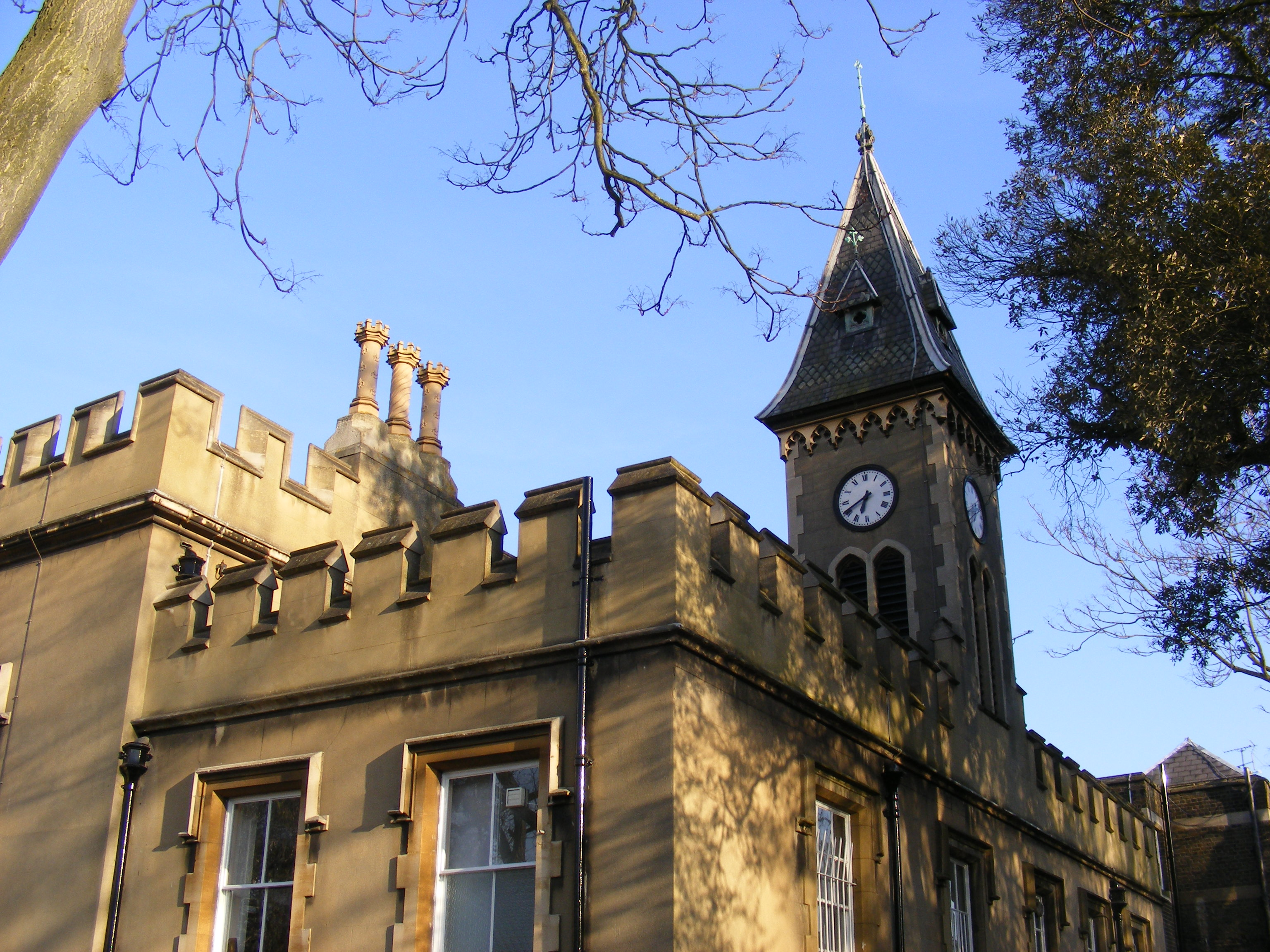
Una de las torres

En mayo de 1747, Horace Walpole alquiló una pequeña casa del siglo XVII que era «poco más que un cottage» [cabaña], con 20 000 m² de tierra de Mrs. Chenevix. Horace sufría la presión familiar y política para que establecise una residencia en el campo, especialmente un castillo familiar, que era una práctica de moda durante el período. Al año siguiente compró la casa que el propietario original, un cochero, había llamado «Chopped Straw Hall». Esto era inadmisible para Walpole, «su residencia debería, pensó, tener alguna denominación distintiva; de un carácter muy diferente...» Cuando encontró un viejo contrato de arrendamiento que describía su tierra como «Strawberry Hill Shot», Walpole adoptó ese nuevo nombre para la que pronto será su «villa elegante».
Walpole reconstruyó la casa por etapas según sus propias especificaciones, dándole un estilo gótico y ampliando la propiedad a 190 000 m² a lo largo de los años. Como señala Rosemary Hill, «Strawberry Hill fue la primera casa sin ninguna fábrica medieval existente que se construyó desde cero en el estilo gótico y la primera en basarse en ejemplos históricos reales, en lugar de en una extrapolación del vocabulario gótico desarrollado por primera vez por William Kent. Como tal, tiene la pretensión de ser el punto de partida del revival gótico».
Walpole y dos de sus amigos, entre ellos el connoisseur y arquitecto aficionado, John Chute (1701-1776), y el dibujante y diseñador, Richard Bentley (1708-1782), se autodenominaron «Committee of Taste» [Comité del Gusto] o «Strawberry Committee» [Comité de la Fresa] que se encargaría de modificar la arquitectura del edificio. Bentley dejó el grupo repentinamente después de una discusión en 1761. Chute tenía un «estilo ecléctico pero bastante seco» y estaba a cargo de diseñar la mayor parte del exterior de la casa y parte del interior. Para Walpole, era un «oráculo del gusto». Walpole a menudo no estaba de acuerdo con Bentley en algunos de sus esquemas descarriados, pero admiraba su talento para la ilustración.

### Construcción

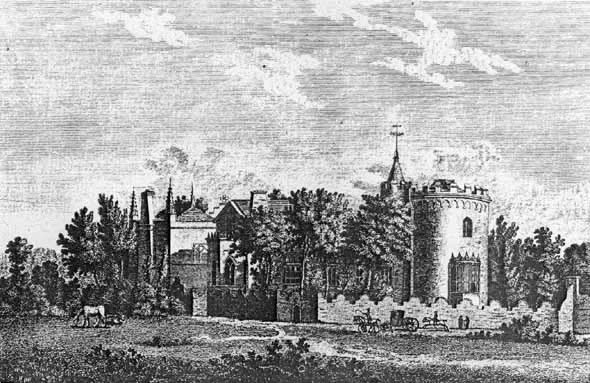
Un grabado de la villa del siglo XVIII

William Robinson, de la Royal Office of Works, aportó la experiencia profesional en la supervisión de la construcción. Buscaron en muchos ejemplos de arquitectura en Inglaterra y en otros países, adaptando ejemplos como la capilla de la abadía de Westminster construida por Enrique VII como inspiración para la bóveda de abanico de la galería, sin ninguna pretensión de erudición. Las piezas de la chimenea se improvisaron a partir de grabados de tumbas en Westminster y en Canterbury y los detalles de los calados ciegos góticos de piedra se reprodujeron con papeles pintados, mientras que en la Round Tower añadida en 1771, la pieza de la chimenea se basó en la tumba de Eduardo el Confesor «mejorado por Mr. Adam».
Incorporó muchos de los detalles exteriores de las catedrales en el interior de la casa. Externamente parecía haber dos estilos predominantes 'mixtos'; un estilo basado en los castillos, con torretas y almenas, y un estilo basado en las catedrales góticas, con las ventanas arqueadas y vidrieras.
El edificio evolucionó de manera similar a como lo habría hecho a menudo una catedral medieval con el tiempo, sin un plan fijo desde el principio. De hecho, Michael Snodin argumenta que «la característica externa más llamativa de Strawberry Hill fue su planta irregular y su rota silueta pintoresca». Walpole agregó nuevas características durante un período de treinta años, como mejor le pareció.
La primera etapa para hacer un 'little Gothic castle' [pequeño castillo gótico], en palabras de Walpole, comenzó en 1749 y se completó en 1753; en 1760 comenzó una segunda etapa, y hubo otras modificaciones, como el trabajo en el gran dormitorio norte en 1772; y la "Beauclerk Tower" de la tercera fase de modificaciones, completada con los diseños de un arquitecto profesional, James Essex, en 1776. El costo total fue de alrededor de £ 20,720.
El "pequeño castillo gótico" de Walpole tuvo importancia como uno de los edificios individuales más influyentes de dicha arquitectura "gótica" rococó que prefiguró los desarrollos posteriores del renacer gótico del siglo XIX, y por aumentar el uso de los diseños góticos para las casas. Ese estilo ha sido descrito como «gótico georgiano», «gótico de Strawberry Hill» o «rococó georgiano».

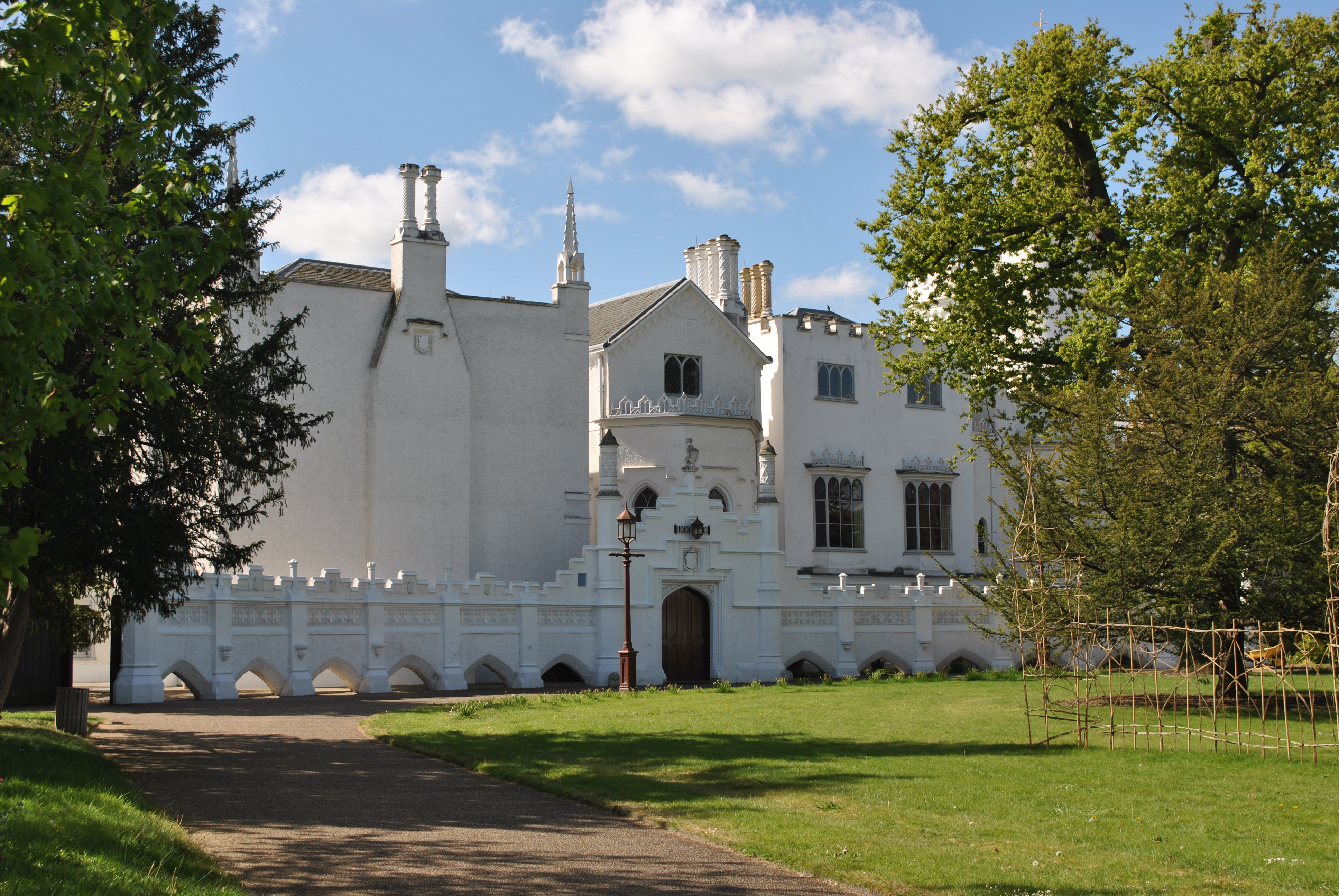
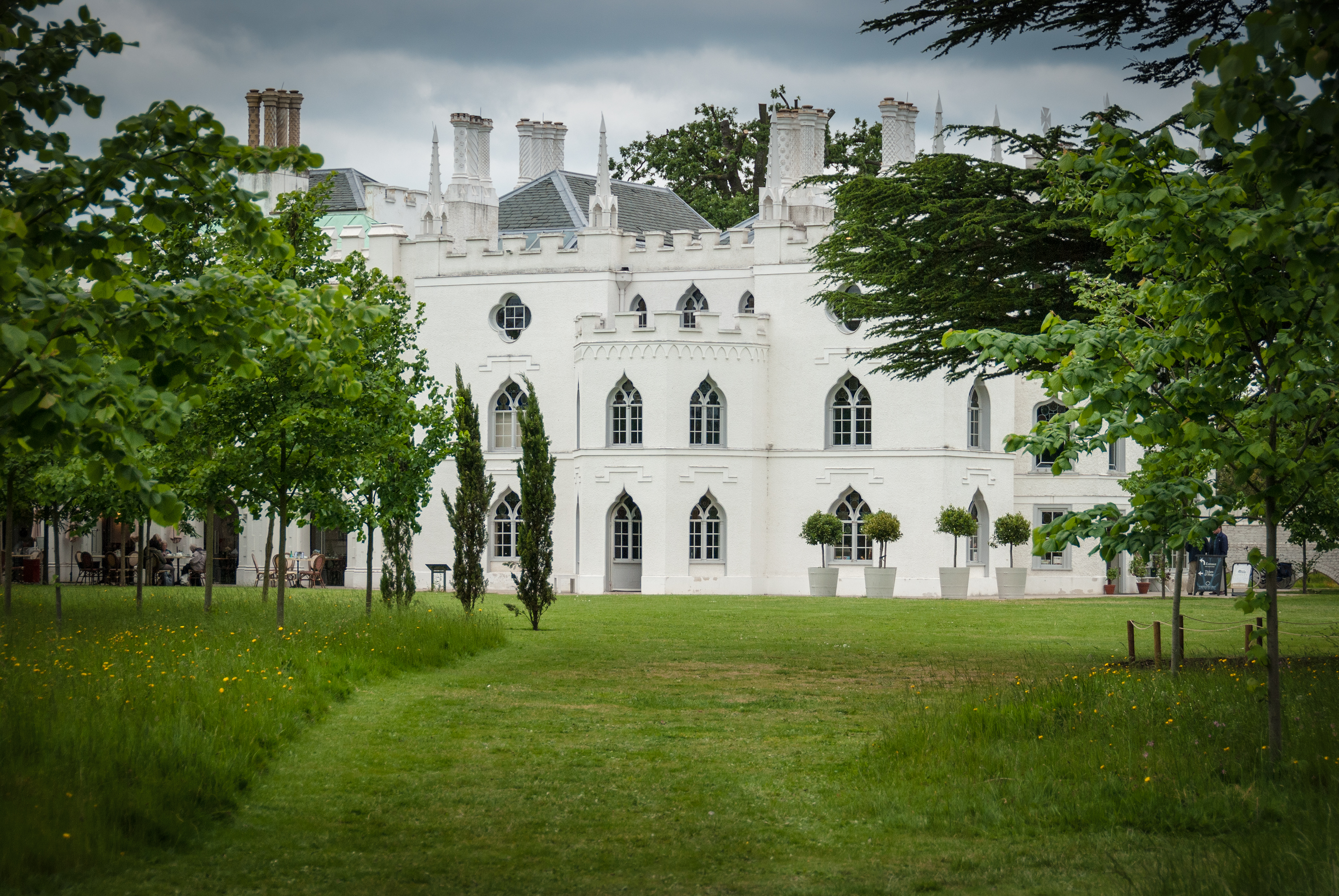
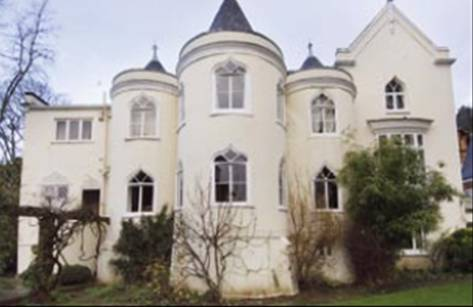
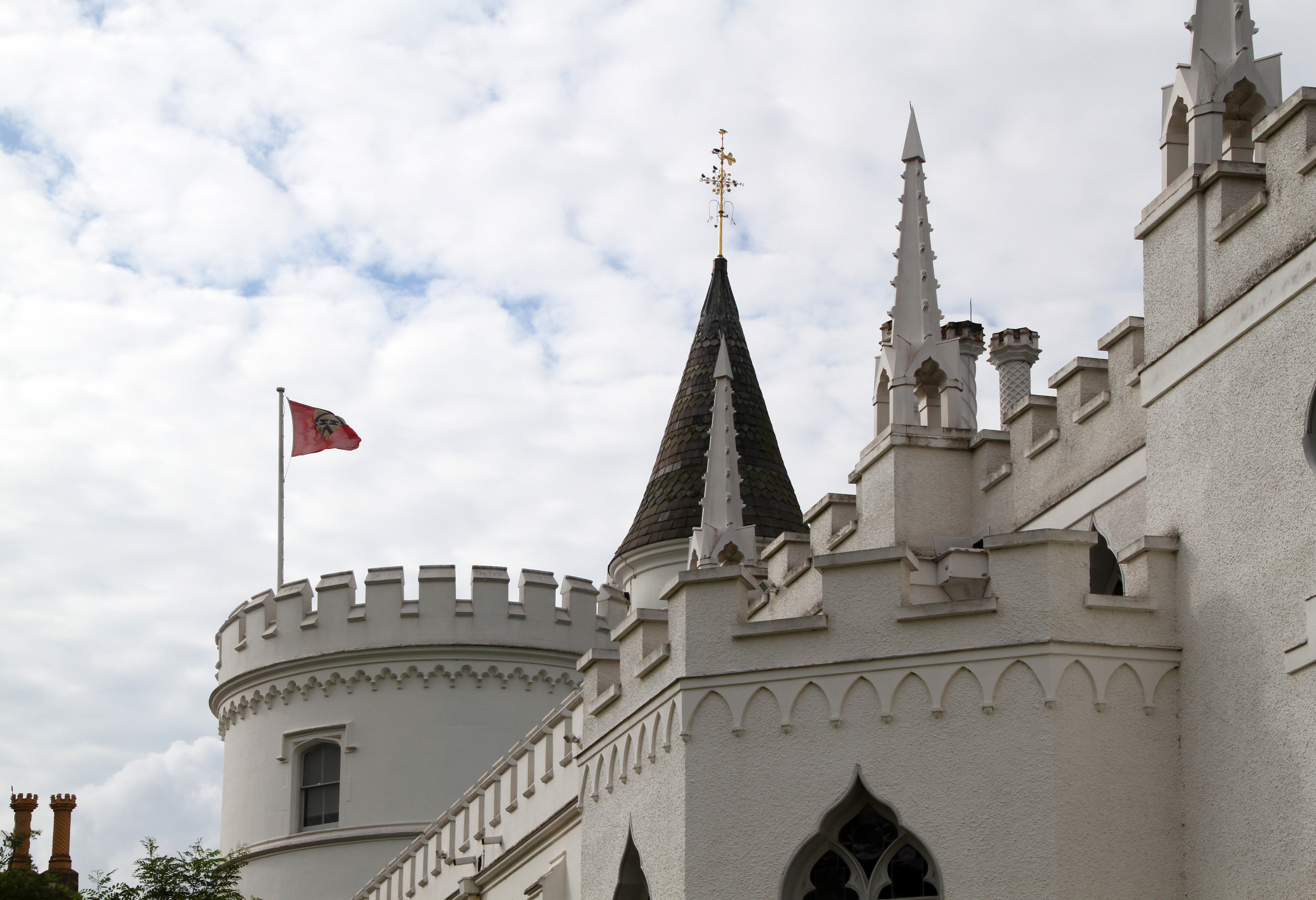

### Interior y colección

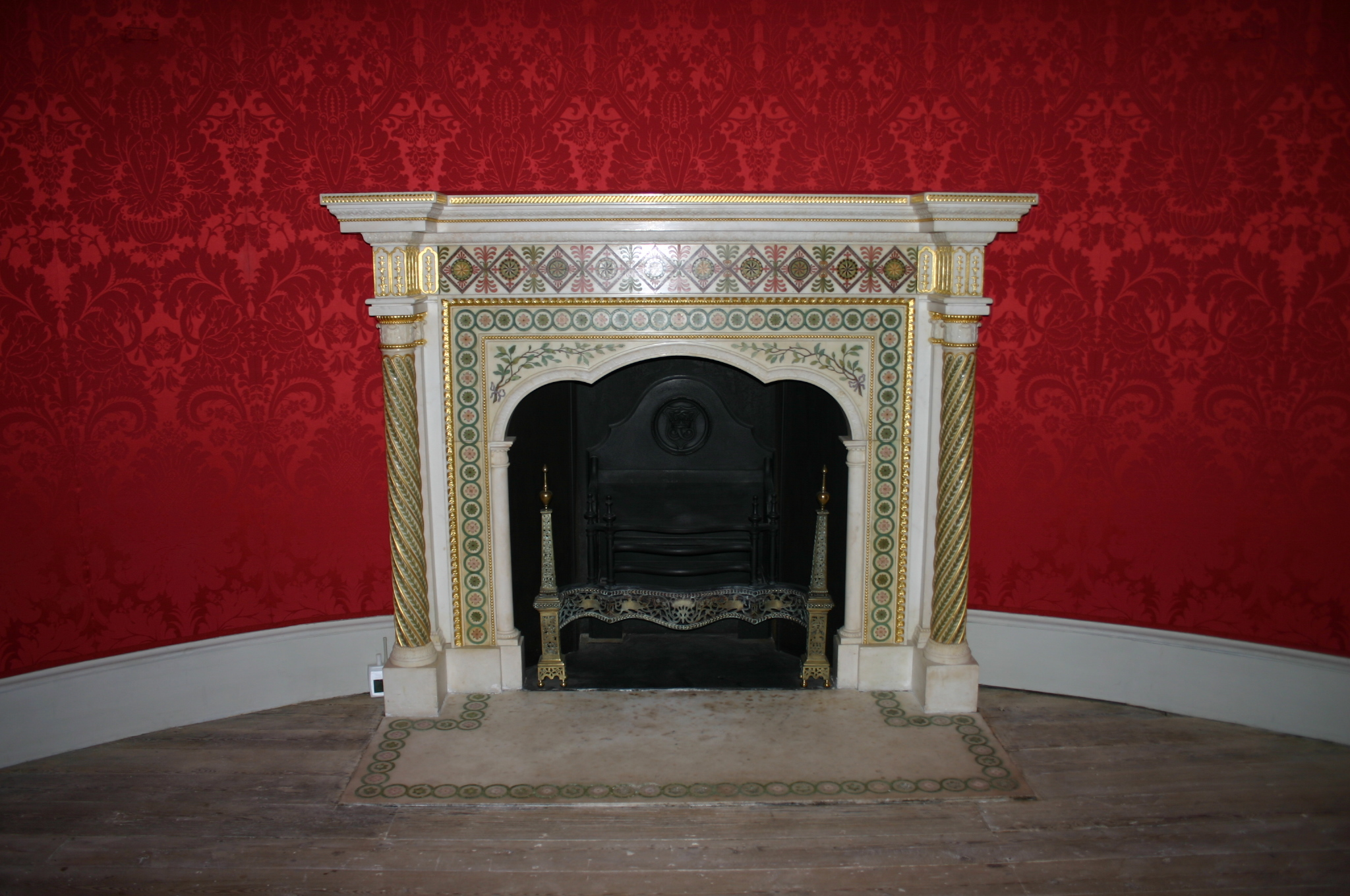
La chimenea de Robert Adam en la sala redonda

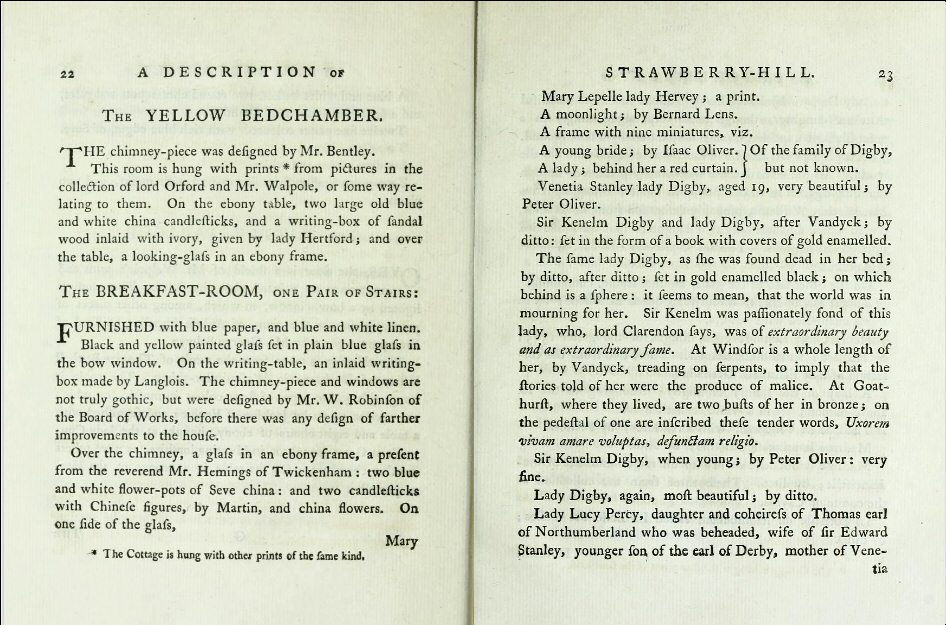
Doble página de A Description of Strawberry-Hill,, 1774, que presenta su colección. En la página de la derecha está el detalle gótico "[Portrait of] The same lady Digby, as she was found dead in her bed" ([Retrato de] La misma dama Digby, como fue encontrada muerta en su cama)

El estilo excéntrico y único de Walpole en las habitaciones interiores de Strawberry Hill complementa al exterior gótico. Walpole describió la casa como «la escena que inspiró al autor de 'El Castillo de Otranto'», aunque Michael Snodin ha observado: «es un comentario interesante sobre la sensibilidad del siglo XVIII que los melancólicos interiores de «El castillo de Otranto» fueran sugeridos por las habitaciones luminosas, elegantes, incluso caprichosas de Strawberry Hill».
Los interiores de la «casita de juegos» de Walpole estaban destinados a ser «escenarios de 'oscuridad' gótica para la colección de Walpole». Su colección de objetos curiosos, singulares y anticuarios fue bien publicitada; el mismo Walpole publicó dos ediciones de A Description of the Villa of Mr. Horace Walpole at Strawberry Hill [Una descripción de la villa del Sr. Horace Walpole en Strawberry Hill] para que el «mundo conozca el alcance de su colección».
Hablando de la colección de Walpole, Clive Wainwright afirma que la colección de Walpole «constituía una parte esencial de los interiores de su casa». El carácter de las habitaciones en Strawberry Hill fue «creado y dictado» por el gusto de Walpole por el anticuario. Incluso sin la colección presente, la casa «conserva una cualidad de cuento de hadas».
La colección Strawberry Hill de Horace Walpole de varios miles de artículos todavía se puede ver hoy. La Biblioteca Lewis Walpole de la Universidad de Yale ahora tiene una base de datos que «abarca toda la gama de arte y artefactos de las colecciones de Walpole, incluidos todos los artículos cuya ubicación se conoce actualmente y aquellos que aún no se han rastreado pero que se conocen a través de una variedad de registros históricos».

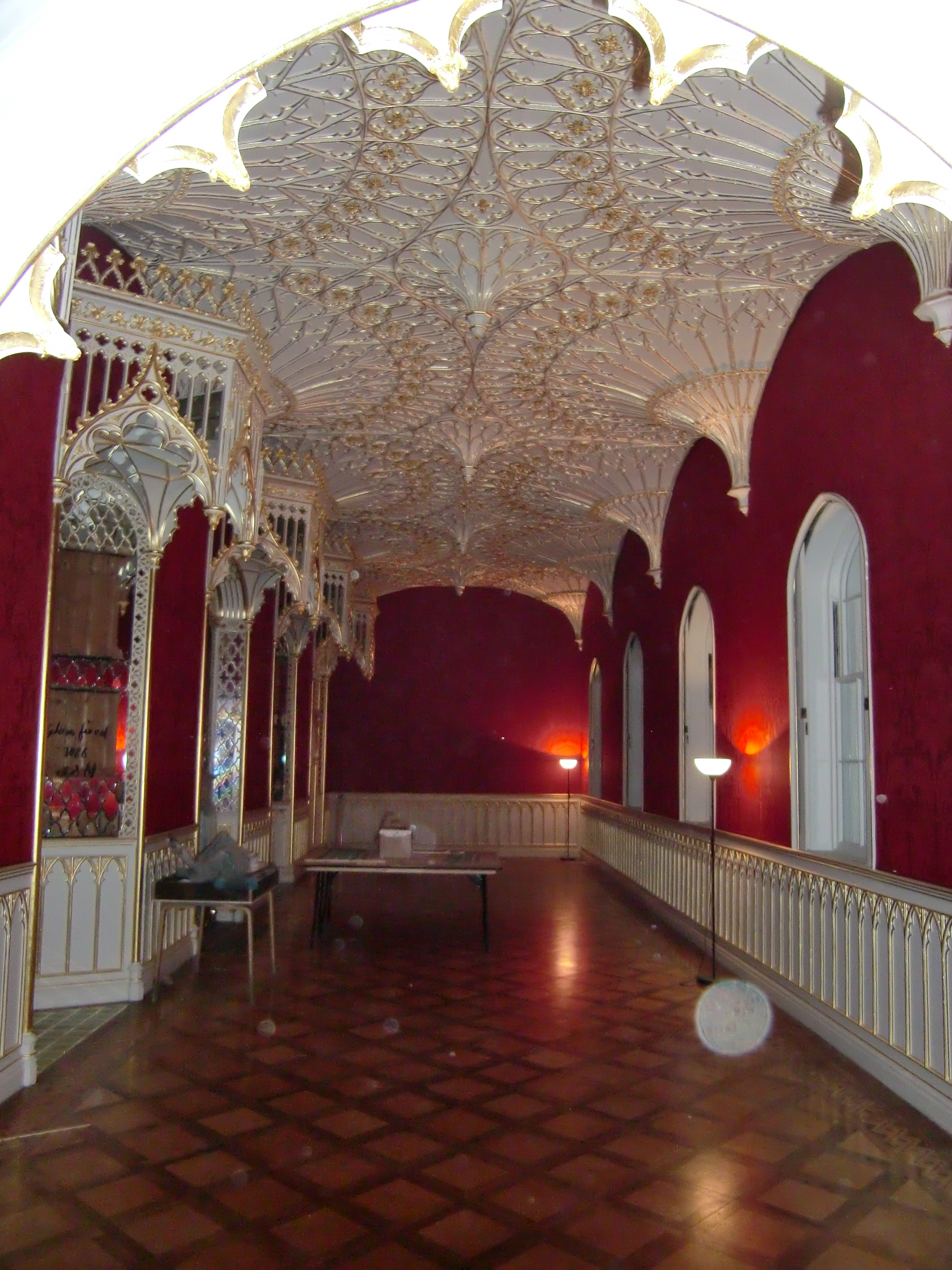
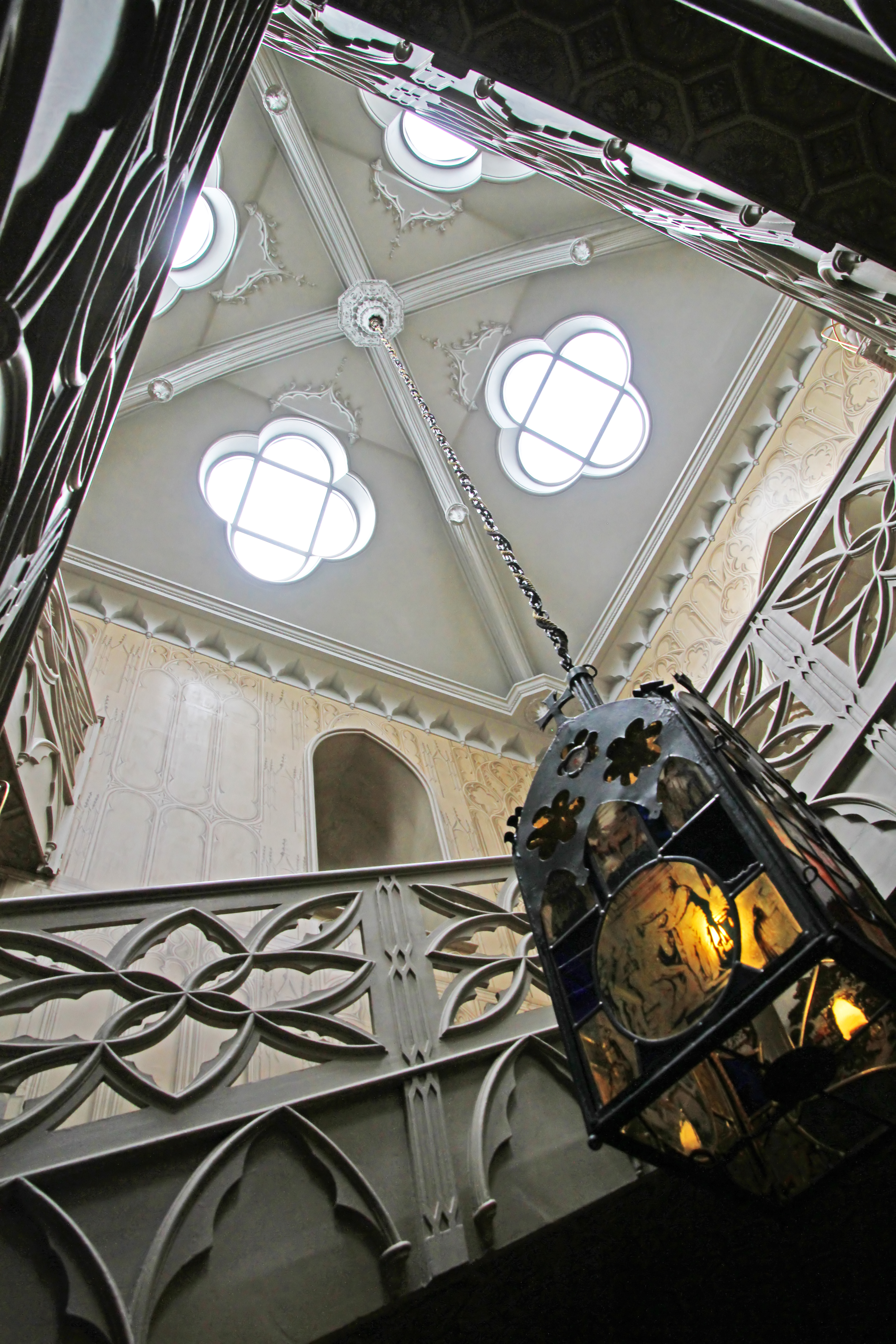
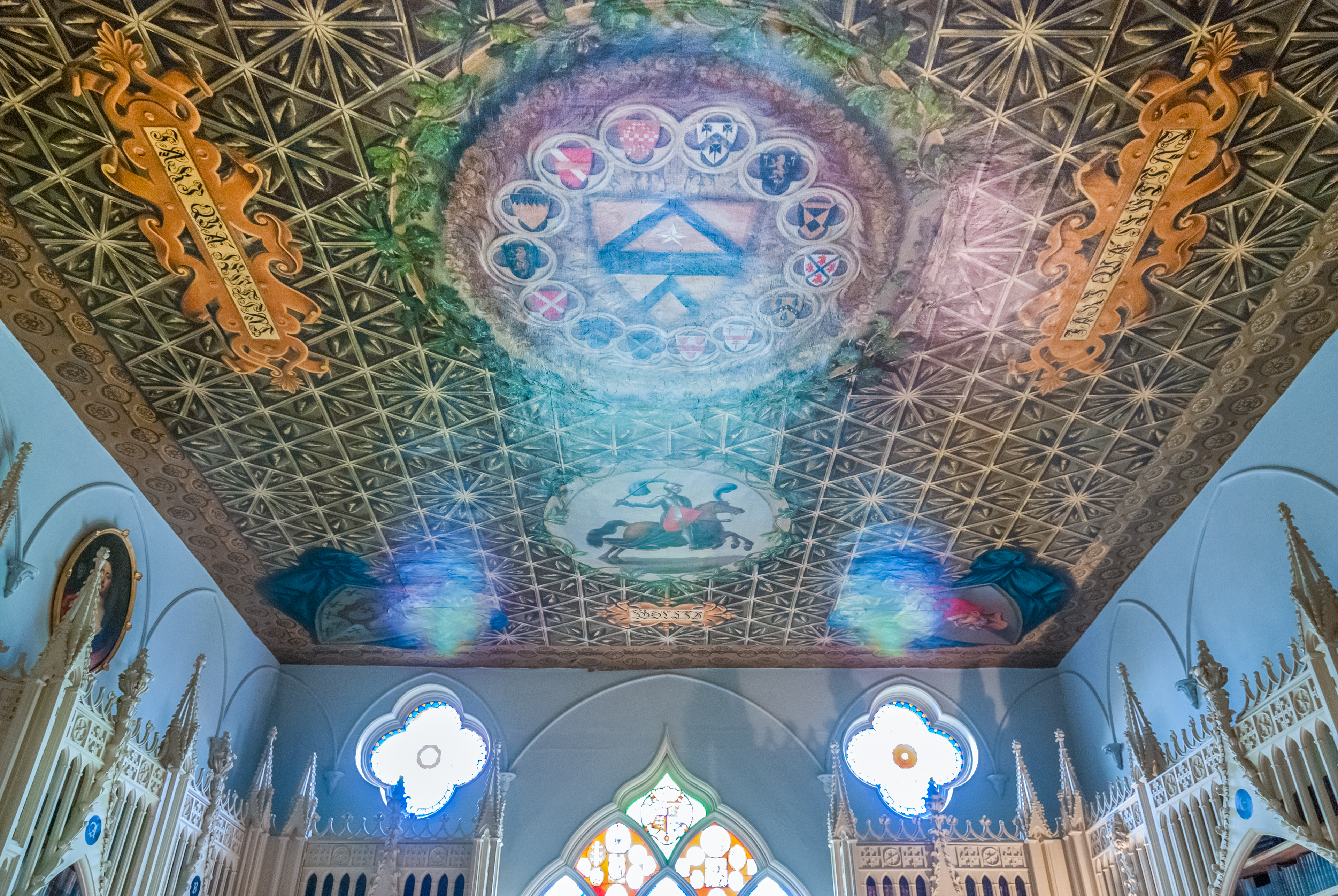
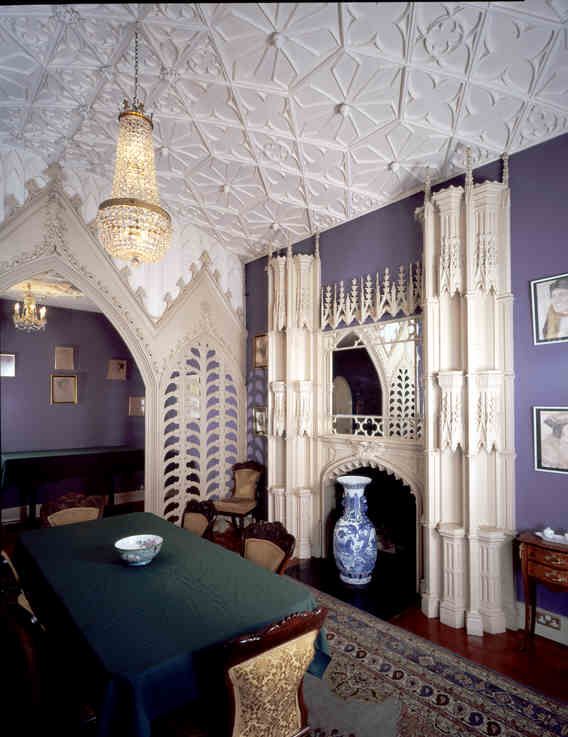
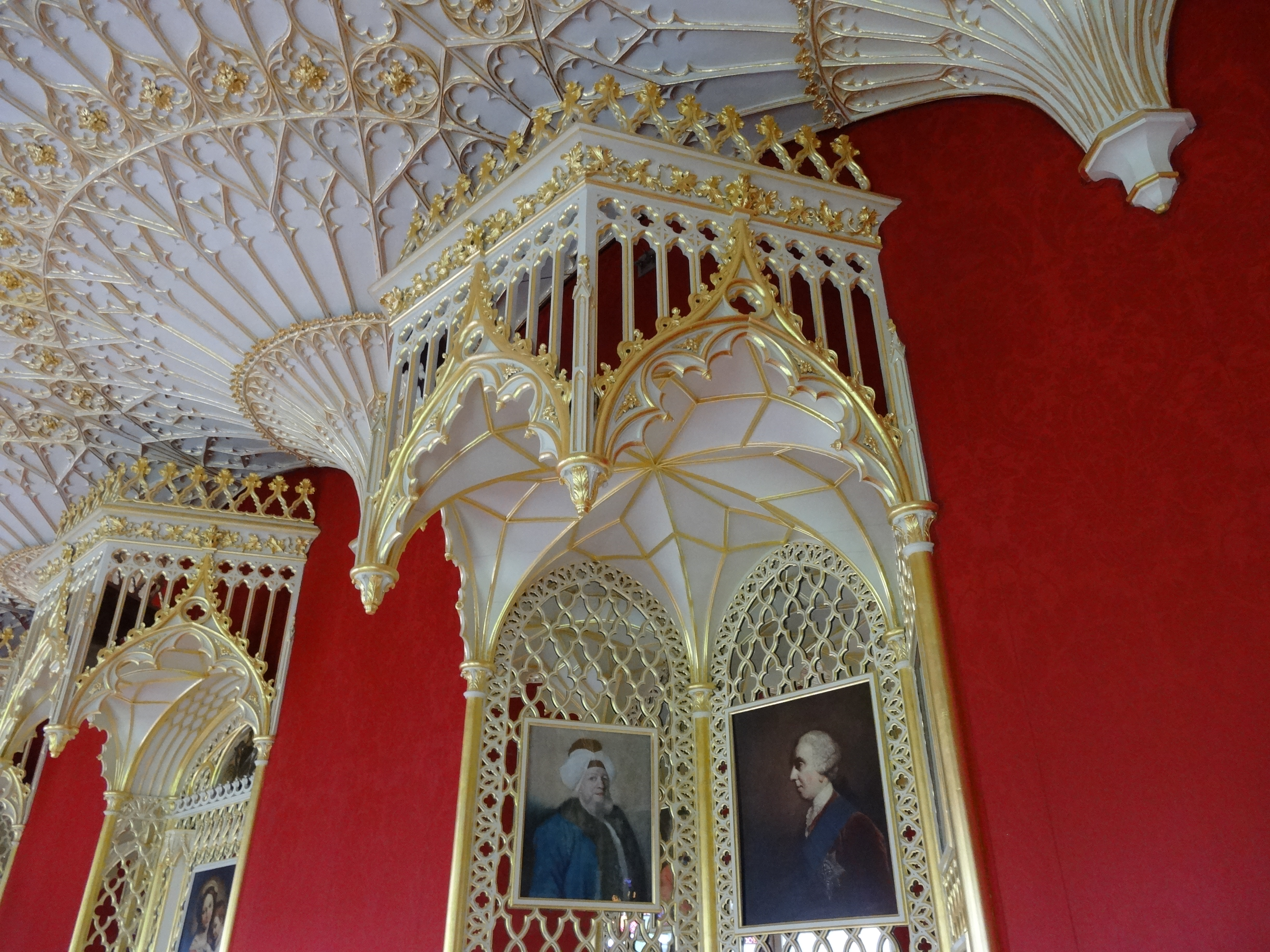
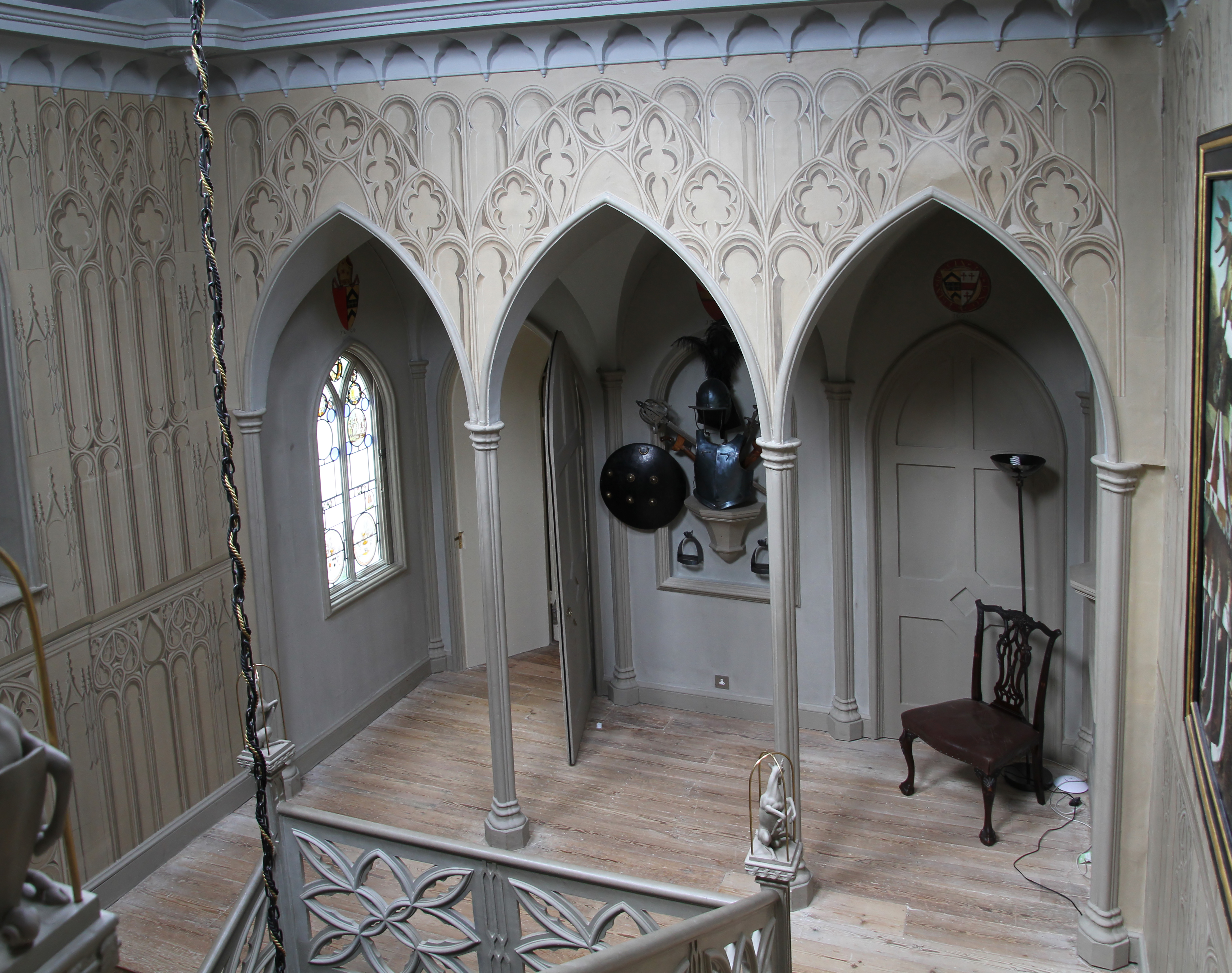
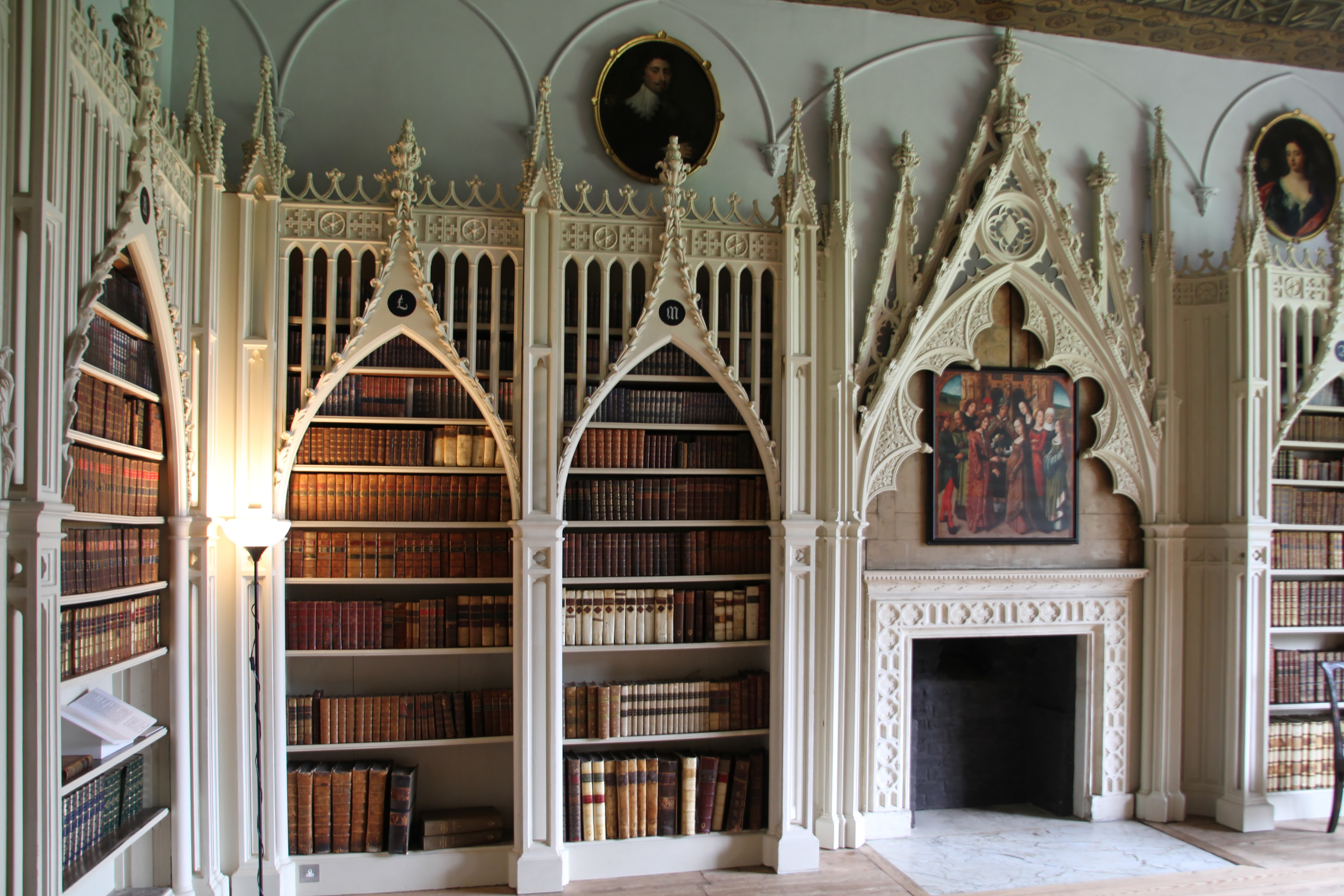

### Jardines

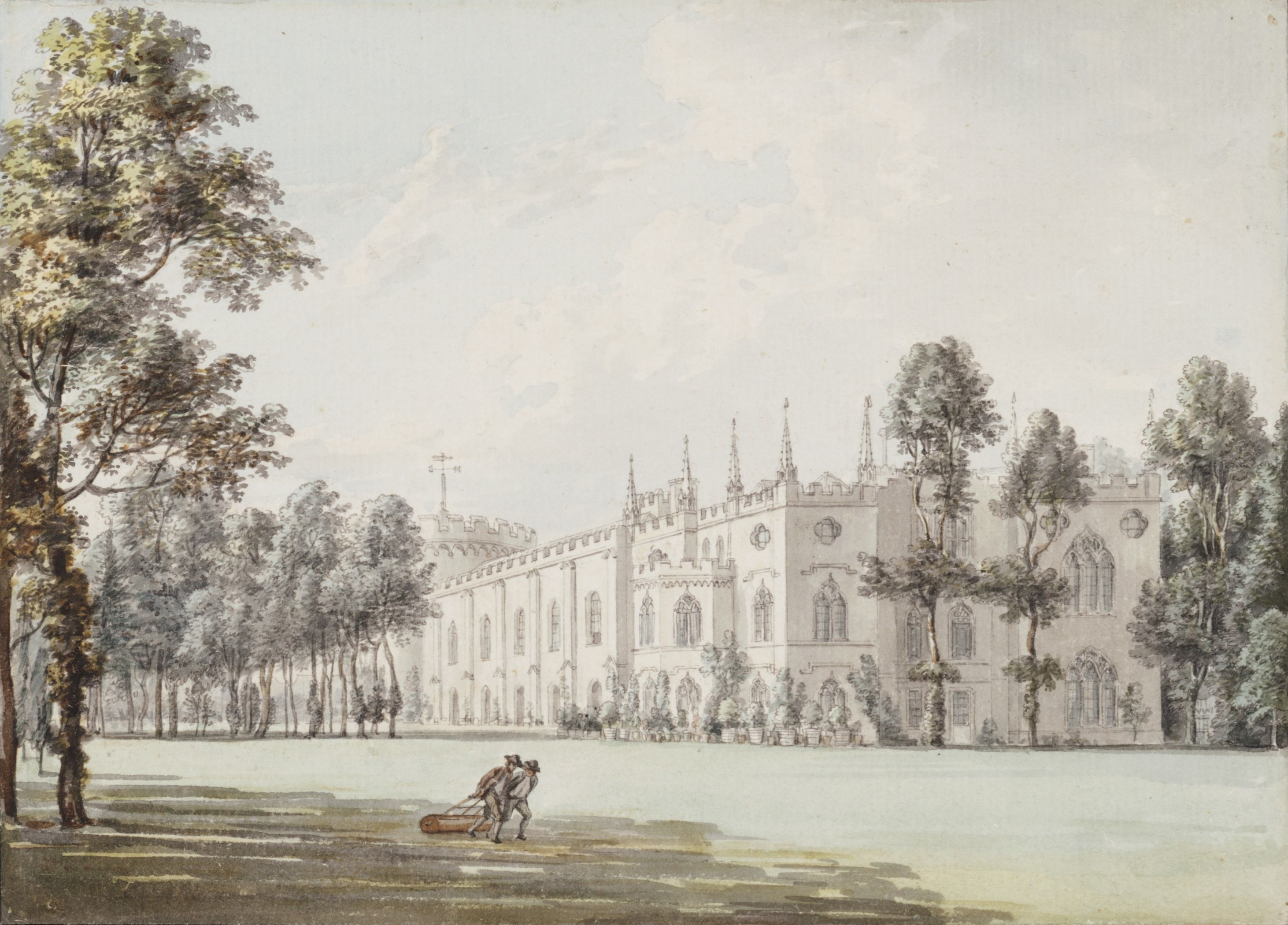
Acuarela del, de Paul Sandby

Walpole fue tan meticuloso en el diseño y desarrollo de sus jardines como al mejorar su casa, aunque «su ignorancia de la horticultura al principio lo avergonzó un poco». Las mejoras en el terreno se iniciaron incluso antes de trabajar en la casa. En un ensayo titulado On Modern Gardening [Sobre la jardinería moderna], Walpole expresó sus propias ideas tal como se reflejan en sus tierras de Strawberry Hill. El gusto de Walpole por el paisaje y la jardinería se alejaba del diseño tradicional y formal de «parterre, terrazas, urnas de mármol, fuentes con estatuas y 'canales medidos por la línea'». El gusto francés o italiano, para Walpole, parecía ajeno al clima inglés «dando como resultado jardines simétricos y antinaturales». Se plantaron árboles y arbustos en «agrupaciones naturales» en el césped. Walpole prefirió ver toda la naturaleza como un jardín. Sin embargo, no apreciaba la extravagante «gruta romántica y esa presunción favorita del siglo XVIII, la ermita».
De On Modern Gardening: «las escenas más bellas, que dependen de sí mismas, cansan cuando se ven a menudo. El pórtico dórico, el puente de Palladio, la ruina gótica, la pagoda china, que sorprenden al extraño, pronto pierden sus encantos por su maestro sobrante. Pero el adorno cuyo mérito se desvanece pronto es la ermita, o escena adaptada a la contemplación. Es casi cómico reservar una cuarta parte del jardín para estar melancólico». Aquí, se puede ver la separación del estilo de Walpole entre su casa y los terrenos. Un amigo, Horace Mann, asumió que el jardín de Walpole sería igualmente gótico. Walpole respondió: «El gótico es meramente arquitectura, y cuando uno tiene la satisfacción de imprimir la penumbra de abadías y catedrales en la propia casa, en el jardín de uno, por el contrario, es no ser más que riant,  y la alegría de la naturaleza».
Walpole veía el moderno jardín inglés como un punto de perfección: «hemos dado el verdadero modelo de jardinería al mundo; dejemos que otros países imiten o corrompan nuestro gusto; pero que reine aquí en su trono verdeante, original por su elegante simplicidad, y orgulloso de ningún otro arte que el de suavizar la dureza de la naturaleza y copiar su toque elegante». Era seguidor de William Kent, uno de los creadores del jardín paisajista inglés.
Los jardines están listados de Grado II* en el Registro de Parques y Jardines Históricos.

#### Banco de concha

Vista del banco de concha

Una atracción particular de los jardines de Walpole era un asiento de jardín rococó tallado para parecerse a una gran concha marina (Shell Bench). «Este caparazón fue uno de los inventos favoritos de Mr. Walpole, ya que Strawberry Hill estaba repleto de invenciones y artilugios. Era un asiento en forma de un enorme bivalvo de una especie no fácilmente reconocible, que generalmente provocaba una gran cantidad de asombro y admiración. de sus visitantes». Este banco, una cabaña rústica y una capilla en el bosque muestran el gusto encantador y excéntrico de Walpole.
El asiento se colocó originalmente en la esquina de la finca de Walpole, donde Walpole y sus visitantes podían ver el río y el paisaje lejano. Aunque solo dos dibujos del banco original sobreviven, «el jardín está en la medida de lo posible siendo restaurado a su aspecto original. El extraordinario Shell Bench de Walpole ha sido recreado», según el sitio web Strawberry Hill.

### Visitantes
Incluso en la vida de Walpole, Strawberry Hill atrajo a muchos visitantes a admirar la arquitectura, los jardines y la colección cuidadosamente cultivada de Walpole. Según Elliot Warburton, «Strawberry Hill en su nueva forma pronto se convirtió en la maravilla del vecindario, un poco más tarde se convirtió en la charla de la ciudad, en poco tiempo fue un tema de comentarios frecuentes incluso en partes distantes del país». «Los personajes más importantes del reino», incluida la familia real, llegaron a visitar Strawberry Hill, así como visitantes más comunes. Esos visitantes se convirtieron en una afluencia incesante a Strawberry Hill, y aunque Walpole estaba muy contento al compartir su visión, pronto llegaron a convertirse en una molestia. Mientras Walpole daba recorridos a los visitantes más importantes, se ausentaba ante una atención menos digna y «se retiraba a su cabaña en el jardín de flores» mientras su ama de llaves daba recorridos al público.
En una carta a George Montagu en 1763, Walpole se quejaba: «No tengo más que un minuto para responder a tu carta, mi casa está llena de gente, y lo ha sido desde el momento en que desayuné, y están llegando más, en resumen, mantengo una posada; el letrero, el castillo gótico... me paso todo el tiempo dando boletos para verlo, y escondiéndome cuando se ve, sigue mi consejo, nunca construyas una casa encantadora entre Londres y Hamptoncourt, todos vivirán en ella menos tú». Warburton señala que, si bien Walpole pudo haber estado molesto de vez en cuando, también vio que su patrimonio contribuía al disfrute del público cuando tenía dudas sobre su esfuerzo. «Llega a la conclusión de que todo lo que ha hecho es para el beneficio de los demás y no para sí mismo».

### Cronología
Una lista de fechas importantes en la vida de Horace Walpole en torno a Strawberry Hill:
- 1739 - Comienza con Thomas Gray el Grand Tour; visita Francia e Italia; conoce a John Chute en Florencia.
- 1745 - Muerte de su padre, dejando a Horace su fortuna y una casa en la calle Arlington.
- 1747 - Encuentra y arrienda Strawberry Hill.
- 1749 - Compra Strawberry Hill.
- 1750 - Forma el «Comité del Gusto» con John Chute y Richard Bentley para comenzar a planificar el desarrollo gótico de Strawberry Hill
- 1753 - Edificio completado (primera etapa).
- 1757 - Establece Strawberry Hill Press.
- 1764 - Se publica El castillo de Otranto.
- 1774 - Imprime A Description of the Villa of Mr. Horace Walpole [Una descripción de la villa del Sr. Horace Walpole].
- 1784 - Imprime A Description of the Villa of Mr. Horace Walpole, con nuevas adiciones e ilustraciones.

## Propietarios posteriores
Después de la muerte de Walpole, la casa pasó primero a ser propiedad de su prima Anne Seymour Damer; luego, en 1797, de John Waldegrave, nieto de Maria Walpole, la hija ilegítima del hermano mayor de Walpole, Edward. En la primera mitad del siglo XIX, dos propietarios sucesivos, los hermanos John y George Waldegrave, gastaron la mayor parte de la fortuna familiar, que culminó en una "Gran Venta" que duró veinticuatro días en los terrenos en 1842 que dejaron la casa despojada de prácticamente todos sus contenidos. En 1883-1887 la propiedad fue propiedad del barón Hermann de Stern (1815-1887), un banquero británico nacido en Alemania. En 1923, fue comprado por el católico St Mary's University College, renombrado St Mary's University, Twickenham en 2014.

## sigloXXI
En 2004, Strawberry Hill apareció en la serie de televisión Restoration. En 2007, fue arrendado al Strawberry Hill Trust para su restauración y apertura final al público.
La colección de Strawberry Hill de Horace Walpole se presentó en el Museo Victoria & Albert de marzo a julio de 2010 para prepararse para la apertura de la casa al público en octubre. El conservador de la exposición Michael Snodin vio a Walpole como una figura influyente tanto en la colección como en la arquitectura: «Creó una forma de muestra histórica tematizada que prefiguraba los museos modernos. Y Strawberry Hill fue el edificio más influyente del neogótico temprano».
Después de una restauración de dos años y £ 9 millones, Strawberry Hill House reabrió al público el sábado 2 de octubre de 2010.
En 2013, Strawberry Hill House ganó el Premio de la Unión Europea al Patrimonio Cultural en los Premios Europa Nostra. El Walpole Trust reabrió Strawberry Hill al público el 1 de marzo de 2015.

### ExposiciónLost Treasures of Strawberry Hill

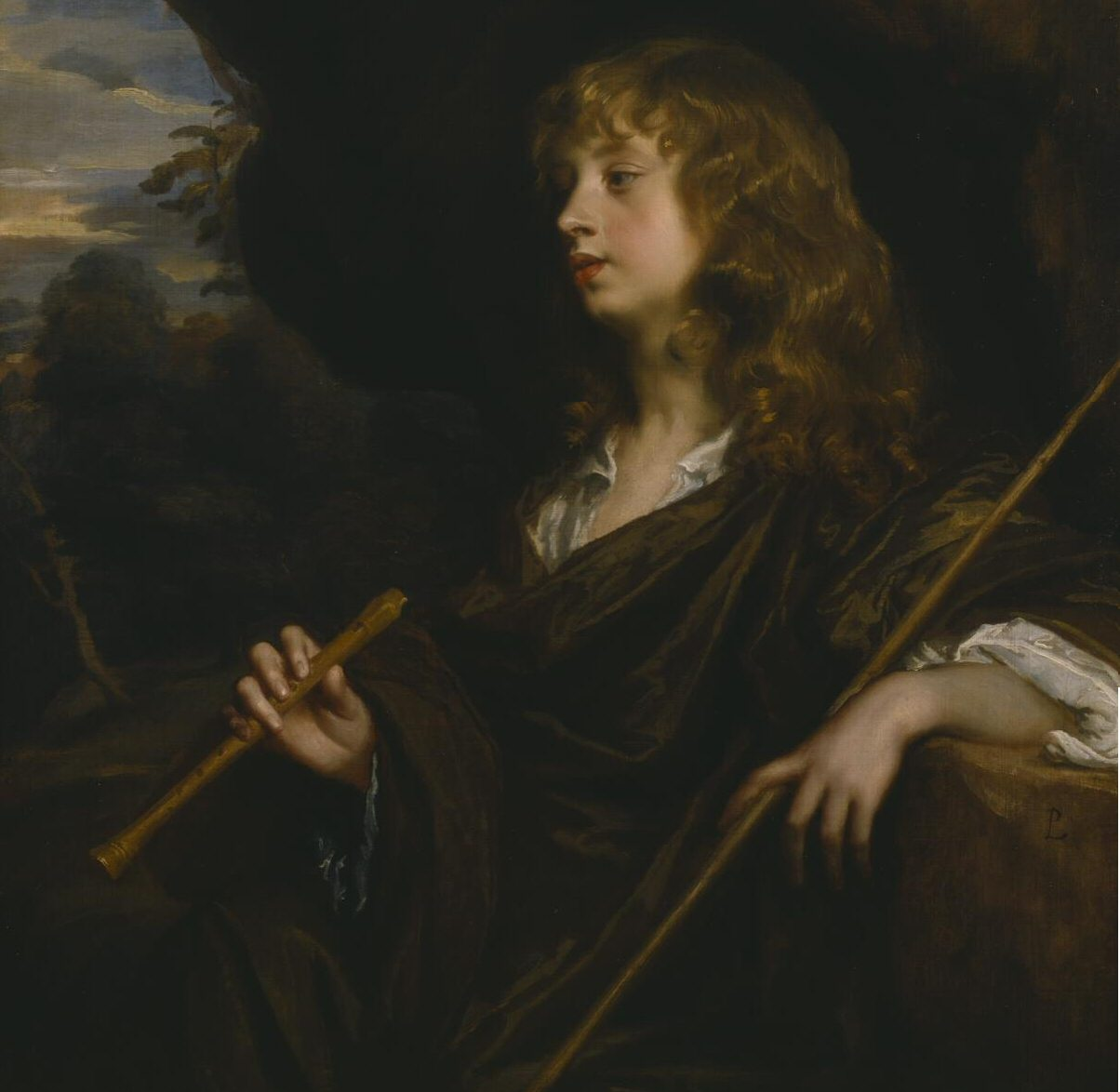
Entre las obras devueltas a la casa para la exposición estaba A Boy as a Shepherd, de sir Peter Lely c. 1659

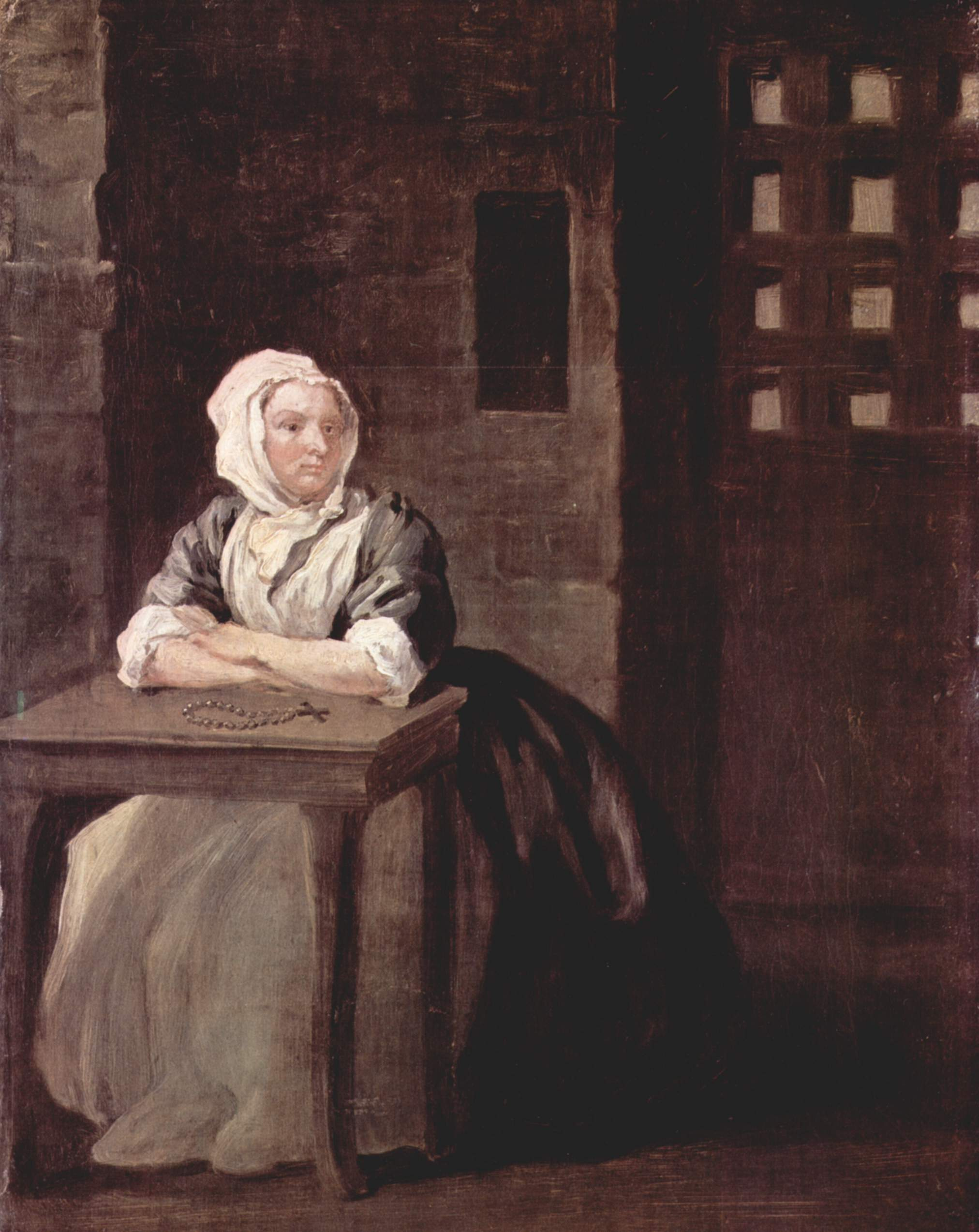
Portrait of Sarah Malcolm in prison, de William Hogarth, 1733

Entre octubre de 2018 y febrero de 2019, la casa fue redecorada con unas 150 obras de arte de la colección de Horace Walpole. Dispersas tras la gran venta de 1824, se encontraban en museos y colecciones privadas de todo el mundo, y se las llevó a sus ubicaciones exactas en la Strawberry Hill House, como se detallaba en los planos detallados de Walpole de cada habitación.
Los curadores sugieren que algunos de los retratos, como el "sensual" de Peter Lely, A Boy as a Shepherd, así como los de los amigos varones de Walpole, implicarían que sería homosexual.
Otros objetos sugieren una sensibilidad gótica, como el reloj que Enrique VIII le regaló a su segunda esposa, Ana Bolena, que luego fue decapitada; el crítico Jonathan Jones de The Guardian lo describe como «verdaderamente espeluznante», o como el sombrero del cardenal rojo de 500 años que Walpole creía, muy probablemente correctamente, pertenecía al cardenal Wolsey. Pero en opinión de Jones, la pintura «más gótica» exhibida fue del contemporáneo de Walpole, William Hogarth: su retrato de 1733 del triple asesino Sarah Malcolm en prisión.

## Gótico de Strawberry Hill

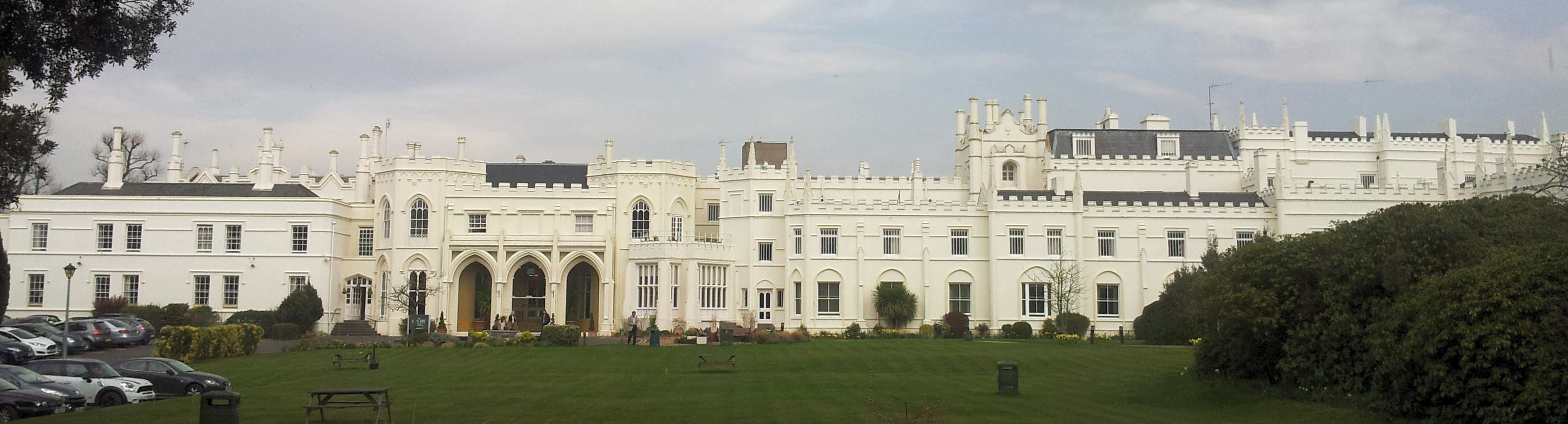
The Priory Hospital, Roehampton, construido en Strawberry Hill Gothic, 1811

El estilo «gótico [de] Strawberry Hill» se hizo brevemente popular, aunque el investigador Peter Lindfield ha argumentado que el término no es satisfactorio para «cualquier producción gótica georgiana» ya que las casas a las que se ha aplicado son de estilo variado y «no tienen casi nada en común con la forma, apariencia y decoración de Strawberry Hill». Las casas construidas o refundadas supuestamente en el estilo incluyen:
- Braziers Park, a casa de campo de South Oxfordshire construida por Daniel Harris en 1688, reformada con una nueva fachada de estilo gótico en 1799; Lindfield argumenta que estaba influenciado más por la "very Gothic Oxford" donde Harris vivía y trabajaba, que por Strawberry Hill House.[32]
- Donnington Park, Berkshire, una casa diseñada por John Chute en 1763.[32]
- Houghton Lodge, un albergue de pescadores en Hampshire, construido alrededor de1800 en el estilo Cottage orné, influenciado por Strawberry Hill.[33]
- Lee Priory, Kent, de James Wyatt 1780-1790, d destruido en la década de 1950.[32]
- Priory Hospital en Roehampton, que fue construido en estilo gótico Strawberry Hill en 1811.[31]